# كينغزبري (محطة مترو أنفاق لندن)
كينغزبري (بالإنجليزية: Kingsbury)‏ هي إحدى محطات مترو أنفاق لندن. تقع على خط جوبيلي أفتتحت في المنطقة (Zone) رقم 4 أفتتحت في 10 ديسمبر 1932.